# Godofreu II de Lovaina
Godofreu II de Lovaina (nascut al voltant de 1100, mort el 13 de juny 1142) va ser comte de Lovaina, comte de Brussel·les, landgravi del Ducat de Brabant, marquès d'Anvers i duc de la Baixa Lotaríngia (aquí com Godofreu VI) 1140-1142.

## Família
Era el fill de Godofreu I de Lovaina, el comte de Lovaina, Brussel·les, landgravi de Brabant, marquès d'Anvers i duc de la Baixa Lotaríngia i d'Ida de Chiny.
Es va casar el 1139 amb Luitgarda de Sulzbach (Baviera) (1109 † després de 1163), filla de Berenguer II († ca. 1125), comte palatí de Sulzbach i senyor de Bamberg, i d'Adelaide de Wolfratshausen. Quan Luitgarda va enviudar es va casar amb Hug II comte de Metz. Liutgarda era germana de Gertrudis, esposa de l'emperador Conrad III. Van tenir un sol fill: Godofreu III de Lovaina (1140 † 1190), comte de Lovaina i Brussel·les, landgravi de Brabant, marquès d'Anvers i duc de Baixa Lotaríngia.

## Govern
Va ser associat al seu pare el 1136 i va portar el títol ducal partir d'aquesta data; la dignitat va ser confirmada per l'emperador Conrad III, del qual s'havia casat amb la germana.
El seu pare havia obtingut durant diversos anys el ducat de la Baixa Lotaríngia, però li havia estat retirat en favor de Walerà II de Limburg. Walerà i Godofreu I van morir amb pocs mesos de diferència. L'emperador va donar llavors la Baixa Lotaríngia a Godofreu; llavors el fill de Walerà, Enric II de Limburg, va reclamar el ducat, però Godofreu va reaccionar vigorosament i es va desfer ràpidament del comte de Limburg.
Va morir dos anys després d'una malaltia hepàtica. Va ser enterrat a l'església de Sant Pere de Lovaina.